# Taches de rouille
Les taches de rouille, ou taches brunes internes,  sont une maladie physiologique, ou maladie abiotique, de la pomme de terre qui se manifeste par l'apparition de taches brun foncé (de rouge brun à noir) formées de cellules mortes, liégeuses, à l'intérieur du tubercule, sans que ce symptôme soit décelable à l'extérieur. Ces taches apparaissent surtout à l'intérieur de l'anneau vasculaire et rarement dans le cortex. Aucun symptôme n'affecte les feuilles ni les tiges.
Cette maladie est liée à une déficience en calcium dans les tubercules affectés.  Elle se manifeste après les étés chauds et secs, surtout dans les sols légers, induisant un apport irrégulier en eau et de fortes fluctuations de température.
La sensibilité à ce désordre physiologique est variable selon les variétés.
Outre l'effet visuel, les taches de rouilles deviennent dures après la cuisson et affectent fortement la qualité. Bien que leur valeur nutritive ne soit pas diminuée, les pommes de terre avec plus de 5 % de rouille ne sont plus commercialisables tant sur le marché du frais que pour la fabrication de frites.
Des symptômes similaires sont provoqués par des attaques du virus du rattle du tabac, qui sont cependant plus rares que les taches de rouilles physiologiques.